# Tee mit Mussolini
Tee mit Mussolini ist ein halbautobiografischer Spielfilm des italienischen Regisseurs Franco Zeffirelli aus dem Jahr 1999.

## Handlung
Im Florenz der 1930er Jahre kümmert sich eine Gruppe englischer Damen der Society, die auch in der Fremde ihre Gepflogenheiten beibehalten, um die Erziehung eines kleinen italienischen Jungen, der als unehelicher Halbwaise seinem Vater im Wege steht. Zu den Gepflogenheiten dieser Frauen gehört auch die Verachtung der Jüdin Elsa Morganthal, die allein schon als Amerikanerin unpassend ist.
Die Anzeichen eines nahenden Krieges werden ebenso ignoriert wie die zunehmende feindliche Stimmung im Land. Da die Botschafterswitwe Lady Hester Random nach einem Überfall von Schwarzhemden bei einer Audienz Mussolinis Zusage erhält, sie stünden unter seinem persönlichen Schutz, wird das Leben weiter so geführt wie bisher.
Mit dem Kriegseintritt Italiens werden die englischen Damen offiziell zu Kriegsgegnern und in einer Schule in San Gimignano interniert. Durch den heimlichen finanziellen Einsatz von Elsa können sie jedoch nach kurzer Zeit in ein Hotel umziehen, was Lady Hester auf die Zusage von Mussolini zurückführt. Mit dem Kriegseintritt der USA stößt Elsa ebenfalls zu den Internierten und wird endlich von diesen in Sicherheit gebracht. Darüber hinaus machen es sich die Frauen zur Aufgabe, Kirchenfresken mit Sandsäcken vor den Kriegsfolgen zu schützen.
Der Film endet damit, dass die vorrückenden Alliierten die deutschen Truppen vertreiben und die internierten Frauen wie auch die Fresken gerettet werden. Im Abspann werden die Zuschauer über die weiteren positiven Schicksale der Beteiligten aufgeklärt.

## Hintergrund
Regisseur Zeffirelli wuchs nach dem frühen Tod seiner Mutter in den 1930er-Jahren selbst im Umfeld der Scorpioni auf, weshalb der Film teilweise von autobiografischen Erlebnissen geprägt ist. Der Film wurde in Florenz, San Gimignano und Rom gedreht. Die Studioaufnahmen fanden in der Cinecittà statt. Er kam am 26. März 1999 in die italienischen und am 6. Januar 2000 in die deutschen Kinos.
Die Kampfszenen stammten aus dem Film Die Brücke von Arnheim.

## Kritiken
Für das Lexikon des internationalen Films ist Tee mit Mussolini ein „mit hervorragenden Darstellerinnen und schönen Bildern gestalteter Film, der jedoch ohne Gespür für die zeitgeschichtliche Problematik gestaltet wurde und eher einem Entschuldungsprozess als einer ernsthaften Auseinandersetzung gleichkommt“. Prisma-Online bewertet Tee mit Mussolini mit einem von fünf möglichen Sternen und urteilt: „Dem Film liegt zwar eine imposante Story zugrunde, doch hier plätschert das Ganze langweilig dahin wie das Geplänkel einer britischen Teestunde. Bei dieser Gähn-Nummer können auch die guten Schauspielerinnen wenig reißen. Eine vertane Chance!“ Laut br-online machen „ein perfektes Ensemble, eine Geschichte, die mal zum Lachen, mal zum Weinen animiniert und typisch-schwelgerische Zeffirelli Bilder "Tee mit Mussolini" zu einem wunderbaren Kinoerlebnis“.

## Auszeichnungen
Der Film gewann im Jahr 2000 den BAFTA Award für die beste weibliche Nebenrolle (Maggie Smith).

## Buch
- Franco Zeffirelli: Autobiographie von Franco Zeffirelli. Piper-Verlag, München 1986, ISBN 3-492-03130-7.